# T. J. Hockenson
Thomas James „T. J.“ Hockenson (geboren am 3. Juli 1997 in Chariton, Iowa) ist ein US-amerikanischer American-Football-Spieler auf der Position des Tight Ends. Er spielte College Football für die University of Iowa. Hockenson wurde in der ersten Runde des NFL Draft 2019 von den Detroit Lions ausgewählt. Seit 2022 steht er bei den Minnesota Vikings unter Vertrag.

## College
Hockenson besuchte die Highschool in seiner Heimatstadt Chariton im Süden Iowas und ging anschließend auf die University of Iowa in Iowa City. Nach einem Redshirt-Jahr 2016 spielte er 2017 und 2018 für die Iowa Hawkeyes. In der Saison 2017 fing er als Stammspieler 24 Pässe für 320 Yards. Im Jahr darauf avancierte er zum wichtigsten Passempfänger der Hawkeyes und konnte bei 49 gefangenen Pässen 760 Yards Raumgewinn im Passspiel erzielen. Er gewann den John Mackey Award für den besten Tight End im College Football. In Iowa spielte er zusammen mit Noah Fant, der als zweiter Tight End im Draft 2019 an 20. Stelle ausgewählt wurde. Am 14. Januar 2019 gab Hockenson bekannt, sich für den NFL Draft anzumelden.

## NFL
Hockenson wurde als achter Spieler im NFL Draft 2019 von den Detroit Lions ausgewählt. Damit war er der am höchsten ausgewählte Tight End seit Vernon Davis im Jahr 2006. Sein NFL-Debüt beim 27:27-Unentschieden gegen die Arizona Cardinals am ersten Spieltag verlief äußerst erfolgreich, Hockenson fing sechs Pässe für 131 Yards und einen Touchdown. Damit stellte er einen neuen Rekord für die meisten Yards Raumgewinn im Passspiel von einem Tight End in seinem ersten NFL-Spiel auf. Im weiteren Saisonverlauf konnte er diese Leistung allerdings nicht bestätigen. Eine Knöchelverletzung beendete die Saison von Hockenson schließlich vorzeitig, nach dem zwölften Spieltag setzten die Lions ihn auf die Injured Reserve List. Insgesamt kam er 2019 auf 32 gefangene Pässe für 367 Yards und zwei Touchdowns.

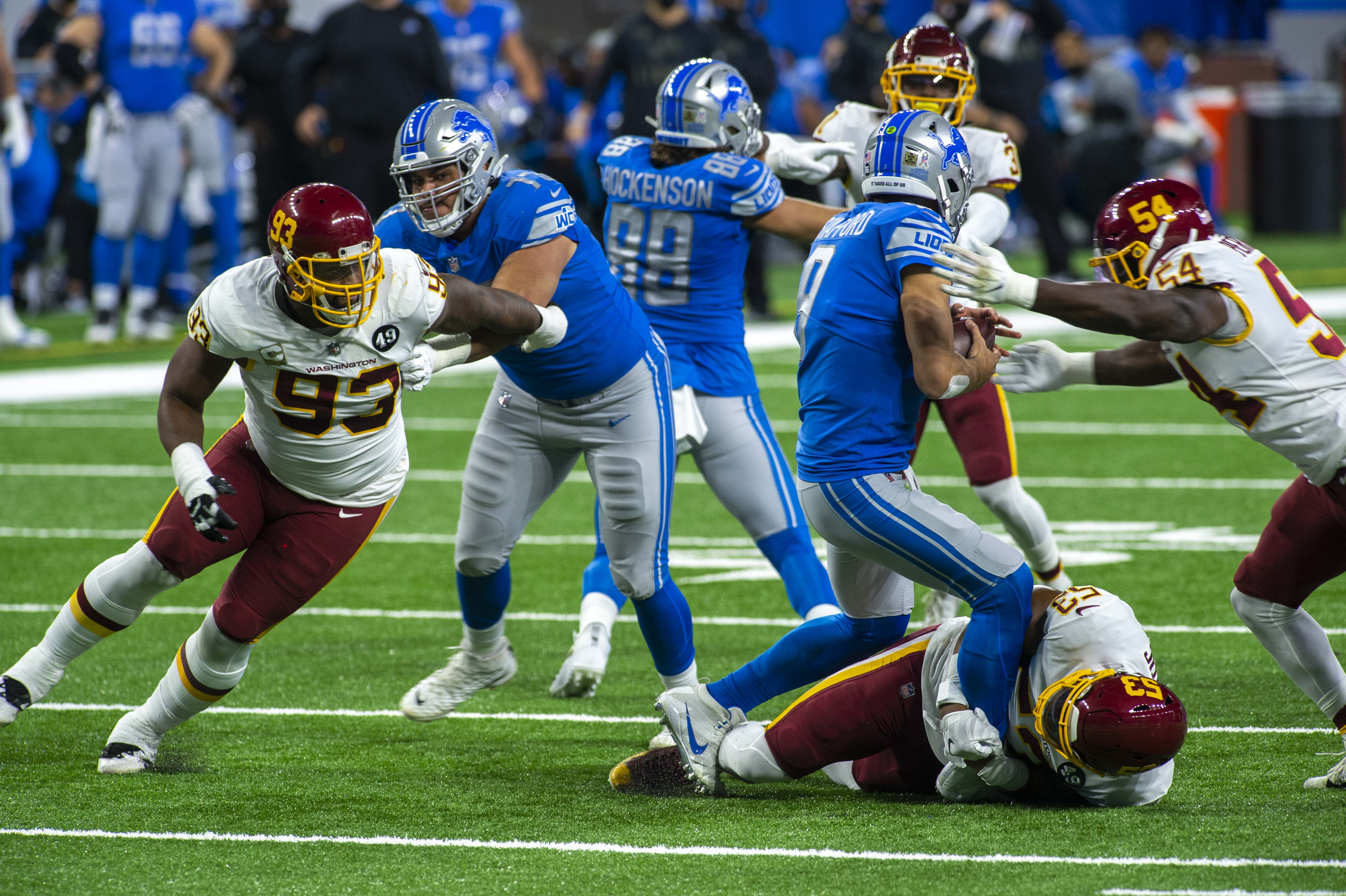
Hockenson (Mitte) bei einem Spiel gegen das Washington Football Team (2020)

Beim Sieg der Detroit Lions gegen die Atlanta Falcons am 7. Spieltag der Saison 2020 fing Hockenson bei auslaufender Zeit den entscheidenden Touchdownpass von Matthew Stafford. Mit 67 gefangenen Pässen für 723 Yards und sechs Touchdowns war er 2020 die zweitwichtigste Anspielstation seines Teams nach Marvin Jones. Darüber hinaus wurde er in den Pro Bowl gewählt.
In der Saison 2021 fing Hockenson in den ersten zwölf Spielen 61 Pässe für 583 Yards und vier Touchdowns. Anschließend fiel er wegen einer Verletzung an der Hand für den Rest der Saison aus. Nach der Saison zogen die Lions die Fifth-Year-Option von Hockensons Rookievertrag.
In seiner vierten NFL-Saison fing Hockenson in den ersten sieben Spielen 26 Pässe für 395 Yards und drei Touchdowns. Dabei stellte er am vierten Spieltag gegen die Seattle Seahawks mit 179 Yards einen neuen Franchiserekord bei den Lions für die meisten Yards Raumgewinn eines Tight Ends auf. Am 1. November 2022 gaben die Lions Hockenson zusammen mit einem Viertrundenpick 2023 und einem Viertrundenpick 2024 im Austausch gegen einen Zweitrundenpick 2023 und einen Drittrundenpick 2024 an den Divisionsrivalen Minnesota Vikings ab. Kurz zuvor hatte sich mit Irv Smith Jr. der etatmäßige Starter der Vikings verletzt. Trotz nur weniger Trainingseinheiten spielte Hockenson bereits fünf Tage nach dem Trade am neunten Spieltag gegen die Washington Commanders bereits eine größere Rolle in der Offense der Vikings und fing neun Pässe für 70 Yards Raumgewinn. Er entwickelte sich in der Folge zur zweitwichtigsten Anspielstation nach Nummer-eins-Receiver Justin Jefferson und verzeichnete in 10 Spielen der Regular Season für die Vikings 60 gefangene Pässe für 519 Yards und drei Touchdowns. Hockenson wurde zum zweiten Mal nach 2020 in den Pro Bowl gewählt. Bei der Niederlage gegen die New York Giants in der ersten Runde der Play-offs war Hockenson mit 10 gefangenen Pässen für 129 Yards Raumgewinn führender Passempfänger der Vikings.
Am 31. August 2023 einigte Hockenson sich mit den Vikings auf eine Vertragsverlängerung um vier Jahre im Wert von 68,5 Millionen US-Dollar, womit er zum höchstbezahlten Spieler auf seiner Position wurde. Am 16. Spieltag der Saison 2023 erlitt Hockenson bei der Niederlage gegen sein altes Team, die Detroit Lions, einen Kreuz- und einen Innenbandriss, und fiel damit längerfristig aus. Bis dahin war er mit 95 gefangenen Pässen für 960 Yards einer der erfolgreichsten Tight Ends der Saison. Erst in Woche 9 der Saison 2024 konnte er sein Saisondebüt beim 21:13-Erfolg über die Indianapolis Colts feiern. Dabei fing er drei von vier Pässen, darunter einen 19-Yard-Pass. Beim darauf folgenden Auswärtsspiel bei den Jacksonville Jaguars fing er 8 von 9 Pässen für 72 Yards. In den 10 Spielen der Saison, von denen Hockenson 9 als Starter bestritt, verzeichnete er 41 Passfänge für 455 Yards und wurde als vierter Ersatzmann für die Pro Bowl Games 2025 nominiert.

### NFL-Statistiken
| Saison                             | Team              | Spiele | Spiele | Receiving | Receiving | Receiving | Receiving | Receiving | Fumbles | Fumbles |
| Saison                             | Team              | GP     | GS     | Rec       | Yds       | Avg       | Lng       | TD        | Fum     | Lost    |
| ---------------------------------- | ----------------- | ------ | ------ | --------- | --------- | --------- | --------- | --------- | ------- | ------- |
| 2019                               | Detroit Lions     | 12     | 7      | 32        | 367       | 11,5      | 39        | 2         | 0       | 0       |
| 2020                               | Detroit Lions     | 16     | 16     | 67        | 723       | 10,8      | 51        | 6         | 1       | 1       |
| 2021                               | Detroit Lions     | 12     | 12     | 61        | 583       | 9,6       | 33        | 4         | 0       | 0       |
| 2022                               | Detroit Lions     | 7      | 7      | 26        | 395       | 15,2      | 81        | 3         | 0       | 0       |
| 2022                               | Minnesota Vikings | 10     | 7      | 60        | 519       | 8,7       | 21        | 3         | 1       | 1       |
| 2023                               | Minnesota Vikings | 15     | 11     | 95        | 960       | 10,1      | 29        | 5         | 1       | 1       |
| 2024                               | Minnesota Vikings | 10     | 9      | 41        | 455       | 11,1      | 34        | 0         | 0       | 0       |
| Total                              | Total             | 82     | 69     | 382       | 4002      | 10,5      | 81        | 23        | 3       | 3       |
| Quelle: pro-football-reference.com |                   |        |        |           |           |           |           |           |         |         |